# Intrekken

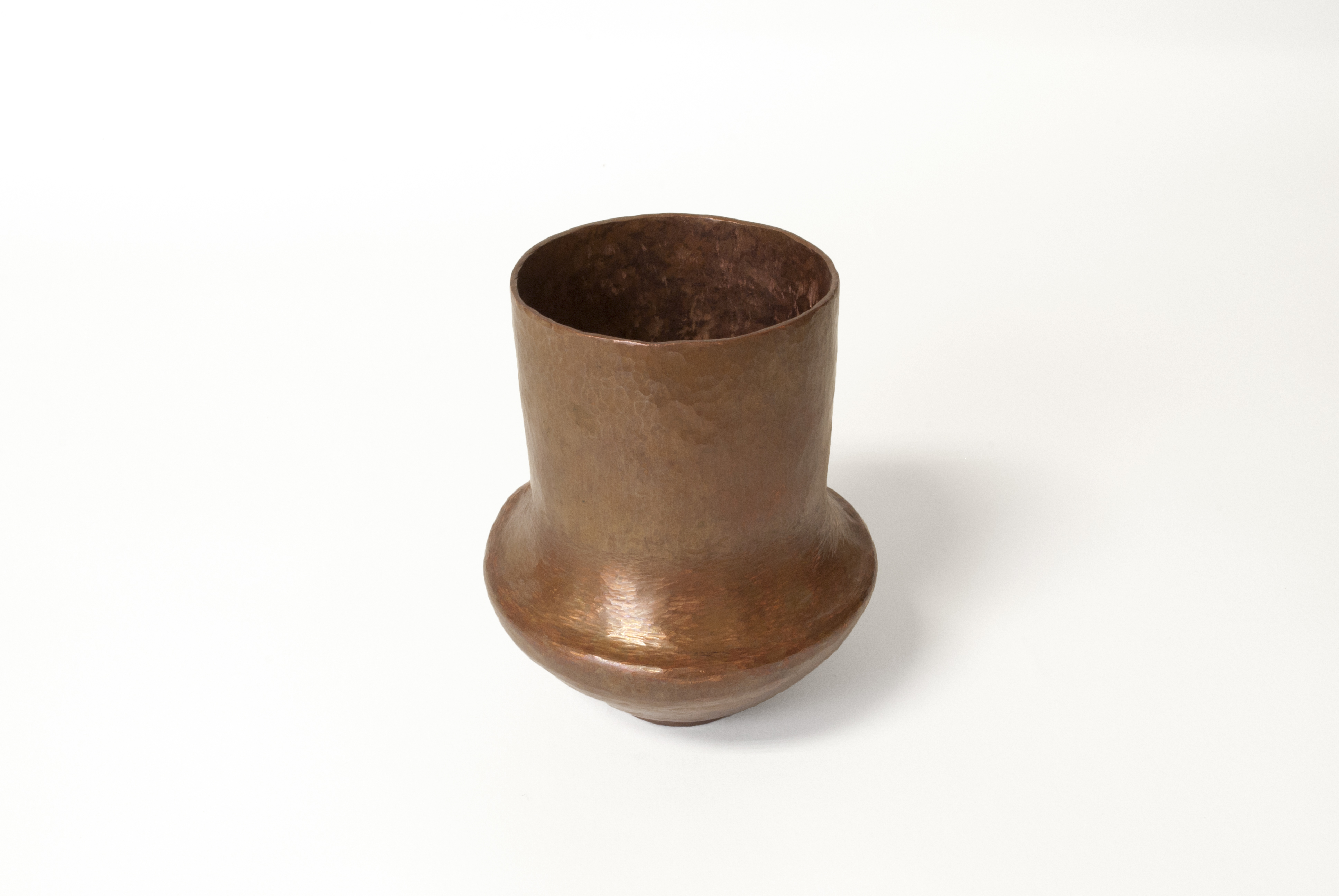
Koperen vaas die door middel van intrekken is vervaardigd uit een vlakke plaat koper.

Intrekken is een historische edelsmeedtechniek waarmee een platte plaat metaal plastisch vervormd wordt door middel van slaan met een speciale hamer: een intrekhamer. De metaalbewerkingstechniek wordt vooral gebruikt bij het zilversmeden.
Het werkstuk wordt tijdens het bewerken tegen een convex gevormd aambeeld gehouden. Vervolgens wordt met de hamer geslagen op de plaats juist naast het contactpunt: de plek waar deze twee elkaar raken. Daardoor wordt het werkstuk omgebogen, en daarbij tegelijk in één richting uitgerekt en in de andere richting in elkaar gedrukt ('gestuikt'). Daardoor blijft de wanddikte, mits de bewerking goed wordt uitgevoerd, gelijk. Het is belangrijk dat er niet wordt gehamerd op het contactpunt, omdat het materiaal dan wel dunner wordt.
Tijdens het intrekken wordt het werkstuk gedraaid en steeds op een iets andere plaats geslagen, langs een zogenaamde hamerbaan. Als een hele hamerbaan voltooid is, wordt het werkstuk vervolgens iets verschoven en wordt er weer een baan geslagen. Geleidelijk ontstaat zo de uiteindelijke vorm. Dit is een langdurig proces dat bij complexe vormen vele uren kan duren.
Tijdens het intrekken ontstaan spanningen in het metaal, die opgeheven kunnen worden door het te gloeien: verhitten tot het zo heet wordt dat het licht gaat geven maar niet smelt. Door het gloeien verliest het oppervlak een belangrijk deel van zijn glans. Dit wordt, als het intrekken klaar is, verholpen door met de hamer op het werkstuk te slaan waar het wél door het aambeeld ondersteund wordt: planeren.

## Alternatieve methoden
- Forceren
- Dieptrekken